# Вейделевка
Ве́йделевка — посёлок городского типа в Белгородской области России, административный центр Вейделевского района и городского поселения «Посёлок Вейделевка».

## География
Расположен на реке Ураевой (бассейна Оскола) в юго-восточной части области в 23 км к юго-востоку от Валуек и одноимённой железнодорожной станции, у автодороги Р187 Новый Оскол — Валуйки — Ровеньки.

## История
В 1747 году отставной генерал-майор Родион Кондратьевич Вейдель (нем. Rüdiger Wedel; умер в 1752 году) из древнего поморского дворянского рода Ведель, купил хутор Вышняя Ураевка (известен с 1742 года) и назвал его своим именем, переведя сюда крепостных из малороссийских поместий своего шурина Богдана Ивановича Пассека (1689—1757). В феврале 1748 года освящена Смоленская церковь; с этой даты принято отсчитывать историю посёлка. У генерала Веделя были две дочери: Анна Родионовна Чернышёва (1744—1830) и Мария Родионовна Панина (1746—1775), из которых Вейделевку унаследовала старшая.
К 1820 году в Вейделевке 420 дворов, около 3 тысяч населения, два господских дома, водяная мельница на речке. Проводилось 5 ярмарок в году. Крестьяне были на оброке или трёхдневной барщине.
В 1830 году Анна построила из камня и кирпича церковь Покрова Пресвятой Богородицы, разрушенную в 1930-е годы. В этом же году она умерла, а имение перешло к сыну её сестры графу Никите Петровичу Панину (1770—1837). Он основал очередное имение под названием Старый Хутор. Позже, по имени его сына графа Виктора Никитича Панина (1801—1874), оно было названо Викторополем.
Кроме Паниных и Чернышёвых, помещиками в районе были Шевич, Мысаков, Попов, Рябинин, Блинов, Хомяков, Старов, Безгин, Трубецкой, Анисимов, Черепков и другие.
В 1864 году в Вейделевке открылась первая начальная школа. Так как школа не вмещала всех желающих, многим детям отказывали в приёме. В начале 1880-х годов для девочек была открыта церковно-приходская школа. В 1897 году в школе обучалось 137 учеников, работали 2 человека — учитель и его помощник. В 1902 году было построено новое деревянное здание школы с пятью классными комнатами, увеличено число учителей. В 1910 году на базе начальной школы было открыто двухклассное училище, перешедшее в 1914 году на программу высшего начального училища. В 1916 году была закончена постройка кирпичного здания школы.
С 1881 года при школах создавались школьные библиотеки десятин. До середины XIX века жители слободы медицинской помощи практически не получали. Крестьяне пользовались услугами знахарей, поэтому смертность, особенно детская, была очень высока. Во второй половине XIX века один раз в месяц Вейделевку посещал земский врач (Василий Александрович Ленский, затем Семён Никифорович Исаев). Затем в Вейделевке появилась больница, которую разместили в избе Тимофея Ивановича Белокобыльского, при ней была открыта аптека.
В 1907 году — по инициативе графини С. В. Паниной в п. Вейделевка (Воронежская губерния) построена больница.
В 1908 году — в п. Вейделевка образована «Степная биологическая станция им. Графини Софьи Владимировны Паниной» (Воронежская губерния).
В декабре 1917 года в Вейделевке создан ревкомитет. Его первым председателем стал М. И. Котелевский. В мае 1918 года район оккупировали немцы и украинские гайдамаки. 24 ноября 1918 года силами этой армии Вейделевка освобождена, а 12 декабря образована волостная Вейделевская партийная организация. В июле 1919 года Вейделевка оккупирована воинскими частями генерала А. И. Деникина. В декабре 1919 года слободу отбил у деникинцев конный корпус С. М. Будённого. 14 декабря на площади в Вейделевке состоялся митинг, на котором выступил Будённый. Многие вейделевцы вступили в ряды Конармии. Впоследствии, на здании Вейделевского Дома культуры была установлена памятная мемориальная доска по случаю выступления Будённого.
В 1926 году более 100 крестьянских семей переселено в Среднюю Азию в совхоз «Гигант» под Ташкент. Часть переселённых вейделевцев впоследствии возвратилась домой. В 1924 году Вейделевская двухкомплектная начальная школа реорганизована в четырёхкомплектную, где работало 4 учителя.
С самого начала Великой Отечественной войны Вейделевский район вошёл в зону, объявленную на военном положении. В Вейделевке было организовано круглосуточное дежурство населения в вечернее время. 8 июля 1942 года Вейделевка оккупирована войсками Третьего рейха и его союзников. 18 января 1943 года части 7-го кавалерийского корпуса под командованием генерал-лейтенанта С. В. Соколова и 201-й танковой бригады под командованием полковника И. А. Таранова, двигавшиеся со стороны Айдара, Нагольного и Ровеньков, освободили Вейделевку от шестимесячной оккупации.
В 1952 и 1953 годах, за успехи в соревновании по заготовке кормов, Вейделевская районная комсомольская организация награждена грамотами Воронежского обкома комсомола. В 1952 году в центре Вейделевки посажен парк.
В 1972 году Вейделевка получила статус посёлка городского типа.

## Население
| 1859  | 1897  | 1959  | 1970  | 1979  | 1989  | 2002  | 2009  | 2010  |
| ----- | ----- | ----- | ----- | ----- | ----- | ----- | ----- | ----- |
| 3099  | ↗3643 | ↘3062 | ↗4632 | ↗5660 | ↗7055 | ↗7188 | ↘6961 | ↗7008 |
| 2012  | 2013  | 2014  | 2015  | 2016  | 2017  | 2018  | 2019  | 2020  |
| ↘6811 | ↘6687 | ↘6603 | ↘6492 | ↘6412 | ↗6431 | ↘6407 | ↘6365 | ↘6251 |
| 2021  |       |       |       |       |       |       |       |       |
| ↗7347 |       |       |       |       |       |       |       |       |

Национальный состав
По данным переписи населения 1939 года: украинцы — 67,9 % или 2607 чел., русские — 31,5 % или 1210 чел.
По итогам переписи населения 2020 года проживали следующие национальности (национальности менее 0,1 % и другое, см. в сноске к строке «Другие»):
| Национальность | Численность, чел. | Доля     |
| -------------- | ----------------- | -------- |
| Русские        | 6684              | 90,98 %  |
| Украинцы       | 29                | 0,39 %   |
| Другие         | 634               | 8,63 %   |
| Итого          | 7347              | 100,00 % |

## Экономика
В посёлке расположены предприятия по производству кормов, стройматериалов, мела и др. Действует научно-производственный институт селекции и семеноводства подсолнечника Центрально-Чернозёмного региона.

## Культура
- МБУК «Вейделевский Центр культурного развития»[28]
- Управление культуры администрации Вейделевского района
- Районный организационно-методический центр
- Вейделевский краеведческий музей
- Вейделевская школа искусств
- Вейделевская централизованная библиотечная система
- Центральная детская модельная библиотека
- Вейделевский Центр культурного развития, Вейделевский Центр ремёсел

## Образование
- «Вейделевский агротехнологический техникум имени Грязнова Владимира Михайловича»[29]

- Вейделевская СОШ[30]

- Вейделевская школа искусств[31]

## Достопримечательности
- Краеведческий музей
- Покровский храм.
- Подгоровский катакомбный могильник (раннее средневековье, салтово-маяцкая культура)[32].
- Ботанический заказник — урочище «Гнилое» (особо охраняемая природная территория Белгородской области)[33].
- Родник «Криница» (особо охраняемая природная территория Белгородской области)[34].